# Twinz
Twinz est un groupe de hip-hop américain, originaire de Long Beach, en Californie. Il se compose des frères jumeaux Deon « Trip Locc » Williams et Dewayne « Wayniac » Williams. Après avoir collaboré avec Warren G sur son premier album Regulate...G Funk Era, les Twinz publient leur premier album Conversation en 1995. Cette même année, ils jouent leur single Round and Round, dans un épisode de All That diffusé sur Nickelodeon.

## Biographie
Le rappeur et producteur Warren G parvient à populariser le genre G-funk grâce à son album Regulate...G Funk Era publié en 1994. Ce mouvement musical assumé par le label Death Row Records est suivi à l'époque par de nombreux fans, dont les Twinz, qui se composent des frères jumeaux Deon et DeWayne Williams ; le duo parvient à signer un contrat avec le label Def Jam de Warren G. Après cette signature, le groupe publie son premier et seul album, Conversation, le 22 août 1995. L'album, qui se compose des singles Round and Round, Eastside LB, et Jump ta This sans grand impact dans la scène selon AllMusic, atteint la 36e place du Billboard 200. Par la suite, les Twinz contribuent au deuxième album de Warren G, Take a Look Over Your Shoulder publié en 1997, mais leurs efforts ne parviennent pas à séduire Def Jam. Le label se sépare donc des Twinz.
En 2009, le duo publie un EP, intitulé Snoop Dogg Presentz Tha Twinz - Tha Loccs, sur le label de Snoop Dogg, Doggystyle Records.

## Discographie
- 1995 : Conversation

### EP
- 2009 : Snoop Dogg Presentz Tha Twinz - Tha Loccs